# کاسه آتشفشانی

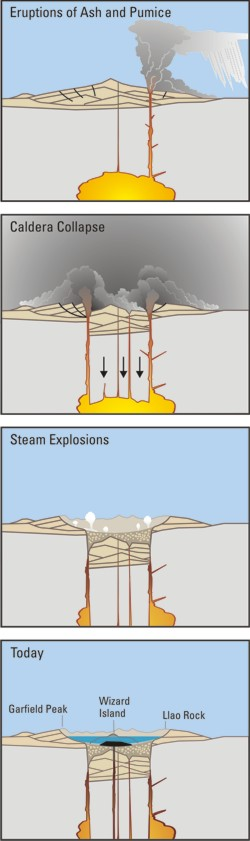
شیوهٔ تشکیل کاسه آتشفشانی

غول‌دهانه یا کاسه آتشفشانی (به انگلیسی: Caldera) پدیدهٔ آتشفشانی دیگ‌مانندی است که معمولاً پس از فوران‌های آتشفشانی، و بر اثر فرو ریختن زمین‌های اطراف آتشفشان شکل می‌گیرد.
غول‌دهانه به صورت گودال رُمبشی بزرگی در قلهٔ آتشفشان است که دارای شکلی مدور و در برخی موارد کمی کشیده است و ابعاد آن چند برابر مجراهای درون آن است.

## ریشه واژه انگلیسی
عامهٔ مردم، اغلب کالدرا را با دهانه‌های آتشفشانی اشتباه می‌کنند. ریشهٔ این واژه به زبان لاتین بازمی‌گردد. مردمان آن روزگار، کالدرا را Caldaria (کالداریا) به‌معنای «دیگ پخت‌وپز» می‌نامیدند. این کلمه بعدها به شکل Caldera (کالدرا) وارد زبان اسپانیایی شد؛ و سرانجام به زبان انگلیسی داخل گشت.

## انواع

### انفجاری
انفجار، تنها عامل ایجاد کاسه‌های آتشفشانی انفجاری است. تراکم و فراوانی گازهای تحت فشار که با انفجار همراه است، دهانهٔ وسیعی را ایجاد می‌کند.

### ریزشی
کاسه‌های ریزشی در اثر تغییر شکل مواد مذاب یا خالی‌شدن بخش‌های زیرین و سنگینی بخش‌های بالایی و در نتیجه ریزش دهانه، ایجاد می‌شوند.
این کاسه‌ها، فراوان‌ترین گونهٔ کاسه‌های آتشفشانی هستند و اغلب وقتی صحبت از کاسه آتشفشانی می‌شود، منظور فقط کاسه‌های ریزشی است.

### فرسایشی
گاهی فرسایش جوی به‌ویژه یخچال و بادی، فرورفتگی‌هایی در دهانه ایجاد می‌کند که می‌توان آن‌ها را کاسه آتشفشانی نامید. کاسه‌های فرسایشی کمیابند و در انواع آتشفشان‌های قدیمی مشاهده می‌شوند.